# Christian Günter
Christian Günter (Villingen-Schwenningen, Friburgo, 28 de febrero de 1993) es un futbolista alemán que juega en la demarcación de defensa para el S. C. Friburgo de la Bundesliga de Alemania.

## Selección nacional
Tras jugar en la selección de fútbol sub-20 de Alemania y en la sub-21, finalmente el 13 de mayo de 2014 debutó con la selección absoluta en un encuentro amistoso contra Polonia que finalizó con un resultado de empate a cero. Tras este partido tuvo que esperar siete años, hasta mayo de 2021, para volver a ser convocado, siendo incluido por Joachim Löw en la lista de 26 para jugar la Eurocopa 2020.

#### Participaciones en Copas del Mundo
| Mundial           | Sede  | Resultado    | Partidos | Goles |
| ----------------- | ----- | ------------ | -------- | ----- |
| Copa Mundial 2022 | Catar | Primera fase | 0        | 0     |

## Clubes
| Club              | País     | Año       | Partidos | Goles |
| ----------------- | -------- | --------- | -------- | ----- |
| S. C. Friburgo II | Alemania | 2012-2024 | 14       | 0     |
| S. C. Friburgo    | Alemania | 2012-     | 430      | 14    |